# Carlyn Kruger
Carlyn Kruger, po mężu Dodds (ur. 12 sierpnia 1936 w Montrealu) – kanadyjska narciarka alpejska, uczestniczka zimowych igrzysk olimpijskich 1956 rozgrywanych w Cortinie d’Ampezzo.

## Osiągnięcia

### Igrzyska olimpijskie
| Miejsce | Dzień       | Rok  | Miejscowość       | Konkurencja   | Czas biegu  | Strata   | Zwyciężczyni      |
| ------- | ----------- | ---- | ----------------- | ------------- | ----------- | -------- | ----------------- |
| DSQ.    | 27 stycznia | 1956 | Cortina d’Ampezzo | Slalom gigant | —           | —        | Rosa Reichert     |
| 23.     | 30 stycznia | 1956 | Cortina d’Ampezzo | Slalom        | 2:22.3 min. | +30.0 s. | Renée Colliard    |
| 22.     | 1 lutego    | 1956 | Cortina d’Ampezzo | Zjazd         | 1:53.2 min. | +12.5 s. | Madeleine Berthod |